# Suradet Piniwat
Suradet Piniwat (tailandés= สุรเดช พินิวัตร์, RTGS= Suradet Phiniwat, chino= 苏拉德·皮凌瓦) más conocido como Bas (tailandés= บาส), es un cantante y actor tailandés. Es miembro del grupo tailandés "SBFIVE".

## Biografía
Tiene una hermana menor llamada, Praepailin Piniwat.

## Carrera
Es miembro de la agencia "Star Hunter Studio".
Desde el 22 de diciembre del 2017 es miembro del grupo musical "SBFIVE" junto a Tae Darvid, Kimmon Varodom, Tee Tanapol y Copter Panuwat. Dentro del grupo es uno de los vocalistas y bailarínes.
El 7 de mayo del 2017 se unió al elenco principal de la primera temporada de la serie tailandesa 2Moons: The Series donde interpretó al tímido pero agradable Wayo "Yo" Panitchayasawad, un joven estudiante que se reencuentra con Phana Kongthanin (Itthipat Thanit), el joven que le gusta, hasta el final de la temporada el 23 de julio del mismo año. La serie está basada en la novela BL "Moon Courting Moon".
El 1 de febrero del 2018 apareció como personaje principal del cortometraje tailandés The Right One donde dio vida a Bas, un joven que luego de ser rechazado por el amor de su vida, Maple por verse muy "gay", intenta disimularlo.
Ese mismo año se unió al elenco recurrente de la serie china Cinderella Chef donde interpretó al Príncipe Ming Ja.

## Filmografía

### Series de televisión

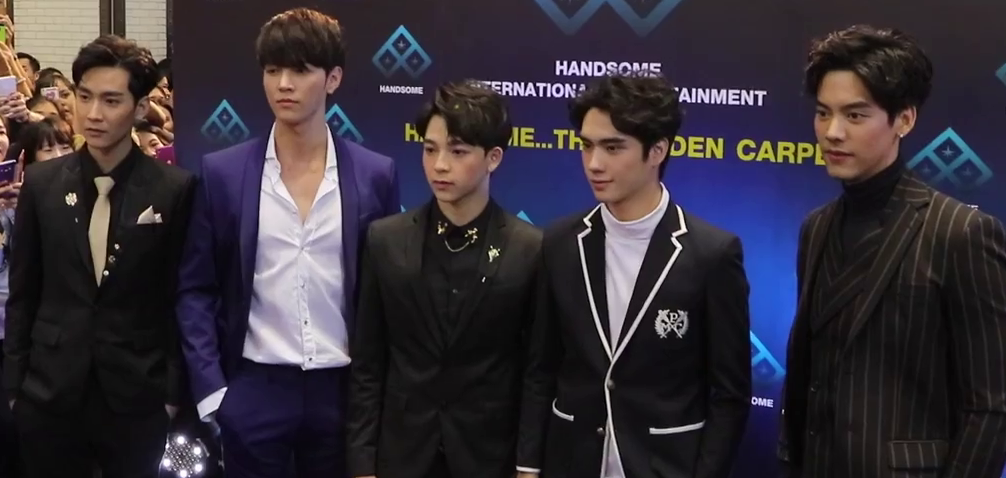
Suradet Piniwat junto al elenco principal de la primera temporada de la serie 2Moons: The Series.

| Año  | Título                                 | Personaje            | Notas        |
| ---- | -------------------------------------- | -------------------- | ------------ |
| 2019 | Hotel Stars (สูตรรักนักการโรงแรม)         | Toey                 | 12 episodios |
| 2019 | 2 Brothers (แผนลวงรักฉบับพี่ชาย)           | Tony                 | 12 episodios |
| 2018 | Cinderella Chef                        | Príncipe Ming Ja     |              |
| 2018 | Way Back Home (กลับบ้าน)                 | Well                 | 8 episodios  |
| 2017 | 2Moons: The Series                     | Wayo Panitchayasawad | 12 episodios |
| 2017 | Love Songs Love Series To Be Continued | Dah                  |              |
| 2017 | U-Prince: The Extroverted Humanist     | Set                  | 4 episodios  |

### Películas
| Año  | Título                                     | Personaje | Notas                              |
| ---- | ------------------------------------------ | --------- | ---------------------------------- |
| -    | สกิลซ่อนโกง                                  | -         |                                    |
| -    | มัธยมถล่มผี                                   | -         |                                    |
| -    | อีแต๋ว พระโขนง                               | -         |                                    |
| -    | พจมาน สว่างคาตา                             | -         |                                    |
| 2020 | 18 ฝนคนอันตราย 2020                         | -         |                                    |
| 2018 | The Right One (คนที่ใช่ ไม่ต้องเปลี่ยนอะไรก็ใช่อยู่ดี) | Bas       | corto - junto a Darvid Kreepolrerk |

### Teatro
| Año  | Título                                | Personaje | Notas |
| ---- | ------------------------------------- | --------- | ----- |
| 2017 | ขอพบในฝัน สุนทราภรณ์ เดอะมิวสิคัล (Restage) | -         | [ 4 ] |

### Programas de televisión
| Año  | Título                    | Notas                    |
| ---- | ------------------------- | ------------------------ |
| 2020 | Let's Go Hunter           | miembro - junto a SBFIVE |
| 2020 | SBFIVE in Cambodia        | miembro - junto a SBFIVE |
| 2019 | Taokaenoi Club: Season 2  | miembro - junto a SBFIVE |
| 2019 | SBFIVE Diary              | miembro - junto a SBFIVE |
| 2018 | SBFIVE in Vietnam         | miembro - junto a SBFIVE |
| 2018 | SBFIVE in Myanmar         | miembro - junto a SBFIVE |
| 2018 | SBFIVE in Shanghai        | miembro - junto a SBFIVE |
| 2018 | A-VLOG: The Journal       | invitado                 |
| 2018 | SBFIVE in China           | miembro - junto a SBFIVE |
| 2018 | SBFIVE x Taokaenoi        | miembro - junto a SBFIVE |
| 2018 | Let's Go Hunter: Season 1 | miembro - junto a SBFIVE |

### Anuncios
| Año | Título                  | Notas |
| --- | ----------------------- | ----- |
| -   | ACNOC                   |       |
| -   | VOOV Thailand           |       |
| -   | AIS One-2-Call ZEED SIM |       |
| -   | Taokaenoi (เถ้าแก่น้อย)    |       |
| -   | BKC Plus                |       |
| -   | GSB ธนาคารออมสิน         |       |
| -   | STARGIRLS               |       |
| -   | Halls Chews             |       |
| -   | Magnolia Milky          |       |

## Embajador
| Año | Título       | Notas                                   |
| --- | ------------ | --------------------------------------- |
| -   | เถ้าแก่น้อย     | Embajador de marca del sudeste asiático |
| -   | Amigo de MCM | en Tailandia                            |

## Discografía

### Singles
| Año  | Canción                                                                                             | Álbum                       | Notas                   |
| ---- | --------------------------------------------------------------------------------------------------- | --------------------------- | ----------------------- |
| 2020 | Lonely Brain (สมองเหงา)                                                                             | -                           |                         |
| 2018 | The Right Person Doesn't Need to Change Anything; It's Already Perfect (คนที่ใช่ ไม่ต้องเปลี่ยนอะไรก็ใช่อยู่ดี) | -                           |                         |
| 2017 | Kon Tummadah                                                                                        | OST de "2Moons: The Series" | (canción final ep. #11) |

### SBFIVE

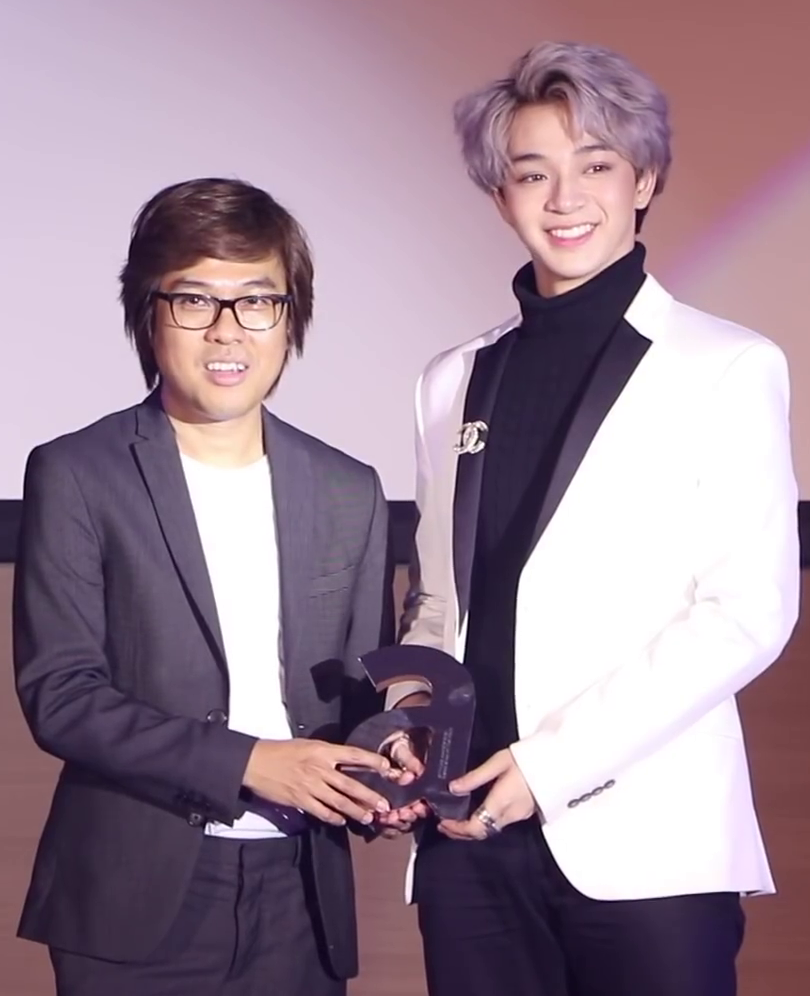
Suradet Piniwat durante la entrega de los premios ATTITUDE 7th Anniversary en el 2018.

| Año  | Título                | Notas |
| ---- | --------------------- | ----- |
| 2020 | Canndy Crush          |       |
| 2019 | SUPERBOY              |       |
| 2018 | Spark (ช็อต...หัวใจ)    |       |
| 2017 | WHENEVER              |       |
| -    | Good Day (สิ่งดีดีทุกวัน)   |       |
| -    | Dream (เรื่องของความฝัน) |       |

## Premios y nominaciones
| Año  | Categoría                                      | Premio                                    | Trabajo            | Resultado |
| ---- | ---------------------------------------------- | ----------------------------------------- | ------------------ | --------- |
| 2018 | Rising Star of the Year                        | ATTITUDE 7th Anniversary Award            | -                  | Ganó      |
| 2018 | New Actor Award                                | Kazz Award                                | -                  | Ganó      |
| 2018 | Ultimate Asian Heartthrob of 2018 (2do. lugar) | StarMometer Award                         | -                  | Ganó      |
| 2018 | Best Kiss Scene (junto a Itthipat Thanit)      | Line TV Award                             | 2Moons: The Series | Ganaron   |
| 2017 | Couple of the Year (junto a Itthipat Thanit)   | Great Stars Social Super Star of the Year | 2Moons: The Series | Nominados |
| 2017 | Young Star of 2017                             | Kazz Award                                | -                  | Ganó      |